# Kanchanpur (huyện)
Kanchanpur (tiếng Nepal:कञ्चनपुर) là một huyện thuộc khu Mahakali, vùng Viễn Tây Nepal, Nepal. Huyện này có diện tích 1610 km², dân số thời điểm năm 2001 là 377899 người.

## Dân số
Biến động dân số giai đoạn 1952-2001:
| Năm    | 1952  | 1961  | 1971  | 1981   | 1991   | 2001   |
| ------ | ----- | ----- | ----- | ------ | ------ | ------ |
| Dân số | 17745 | 18877 | 68863 | 168971 | 257906 | 377899 |